# Jordan Thompson
Jordan Thompson (ur. 20 kwietnia 1994 w Sydney) – australijski tenisista, reprezentant kraju w Pucharze Davisa, zwycięzca US Open 2024 w grze podwójnej, olimpijczyk z Rio de Janeiro (2016).

## Kariera tenisowa
Zawodowym tenisistą został w 2013 roku.
Startując w turniejach rangi ATP Tour wygrał jeden singlowy turniej z czterech rozegranych finałów oraz zwyciężył w siedmiu turniejach w grze podwójnej z jedenastu rozegranych finałów. Thompson jest mistrzem US Open 2024 wspólnie z Maxem Purcellem, po finale zakończonym wynikiem 6:4, 7:6(4) z parą Kevin Krawietz–Tim Pütz.
W 2016 roku zagrał na igrzyskach olimpijskich w Rio de Janeiro, odpadając z konkurencji gry pojedynczej w pierwszej rundzie po porażce z Kyle’em Edmundem.
Od lutego reprezentant Australii w Pucharze Davisa. Finalista edycji z lat 2022 i 2023.
Najwyżej sklasyfikowany w rankingu singlistów był na 26. miejscu (4 listopada 2024), natomiast w zestawieniu deblistów na 3. pozycji (18 listopada 2024).

### Historia występów wielkoszlemowych
Legenda
     W, wygrany turniej
     F, przegrana w finale
     SF, przegrana w półfinale
     QF, przegrana w ćwierćfinale
     xR, przegrana w x rundzie
     Qx, przegrana w x rundzie kwalifikacji
     A, brak startu
     NH, turniej nie odbył się

#### Występy w grze pojedynczej
| Turniej         | 2013 | 2014 | 2015 | 2016 | 2017 | 2018 | 2019 | 2020 | 2021 | 2022 | 2023 | 2024 | 2025 | Tytuły | Z–P     |
| --------------- | ---- | ---- | ---- | ---- | ---- | ---- | ---- | ---- | ---- | ---- | ---- | ---- | ---- | ------ | ------- |
| Australian Open | Q2   | 1R   | 1R   | 1R   | 2R   | 1R   | 2R   | 2R   | 1R   | 1R   | 1R   | 2R   | 2R   | 0 / 12 | 5 – 12  |
| French Open     | A    | A    | Q1   | 2R   | 1R   | 1R   | 3R   | 1R   | 1R   | 1R   | 1R   | 1R   |      | 0 / 9  | 3 – 9   |
| Wimbledon       | A    | A    | A    | 1R   | 1R   | 1R   | 1R   | NH   | 3R   | 2R   | 2R   | 2R   |      | 0 / 8  | 5 – 8   |
| US Open         | A    | A    | A    | 1R   | 2R   | 1R   | 2R   | 4R   | 2R   | 2R   | 1R   | 4R   |      | 0 / 9  | 10 – 9  |
|                 |      |      |      |      |      |      |      |      |      |      |      |      |      |        |         |
| Bilans spotkań  | 0–0  | 0–1  | 0–1  | 1–4  | 2–4  | 0–4  | 4–4  | 4–3  | 3–4  | 2–4  | 1–4  | 5–4  | 1–1  | 0 / 38 | 23 – 38 |

#### Występy w grze podwójnej
| Turniej         | 2013 | 2014 | 2015 | 2016 | 2017 | 2018 | 2019 | 2020 | 2021 | 2022 | 2023 | 2024 | 2025 | Tytuły | Z–P     |
| --------------- | ---- | ---- | ---- | ---- | ---- | ---- | ---- | ---- | ---- | ---- | ---- | ---- | ---- | ------ | ------- |
| Australian Open | A    | 2R   | A    | A    | 1R   | 1R   | 1R   | 1R   | A    | 1R   | 2R   | 2R   | A    | 0 / 8  | 3 – 8   |
| French Open     | A    | A    | A    | A    | 3R   | A    | 1R   | 2R   | 1R   | 2R   | A    | 3R   |      | 0 / 6  | 6 – 6   |
| Wimbledon       | A    | A    | A    | 2R   | 2R   | A    | 2R   | NH   | 1R   | 2R   | 3R   | F    |      | 0 / 7  | 11 – 7  |
| US Open         | A    | A    | A    | A    | 3R   | A    | 1R   | A    | 1R   | A    | 1R   | W    |      | 1 / 5  | 8 – 4   |
|                 |      |      |      |      |      |      |      |      |      |      |      |      |      |        |         |
| Bilans spotkań  | 0–0  | 1–1  | 0–0  | 1–1  | 5–4  | 0–1  | 1–4  | 1–2  | 0–3  | 2–3  | 3–3  | 14–3 | 0–0  | 1 / 26 | 28 – 25 |

### Finały w turniejach ATP Tour
| Legenda                                      |
| -------------------------------------------- |
| Wielki Szlem                                 |
| Igrzyska olimpijskie                         |
| Tennis Masters Cup / ATP Finals              |
| ATP Masters Series / ATP Tour Masters 1000   |
| ATP International Series Gold / ATP Tour 500 |
| ATP International Series / ATP Tour 250      |

#### Gra pojedyncza (1–3)
| Końcowy wynik | Nr | Data            | Turniej          | Nawierzchnia | Przeciwnik         | Wynik finału        |
| ------------- | -- | --------------- | ---------------- | ------------ | ------------------ | ------------------- |
| Finalista     | 1. | 16 czerwca 2019 | Rosmalen         | Trawiasta    | Adrian Mannarino   | 6:7(7), 3:6         |
| Finalista     | 2. | 18 czerwca 2023 | ’s-Hertogenbosch | Trawiasta    | Tallon Griekspoor  | 7:6(4), 6:7(3), 3:6 |
| Zwycięzca     | 1. | 24 lutego 2024  | Los Cabos        | Twarda       | Casper Ruud        | 6:3, 7:6(4)         |
| Finalista     | 3. | 28 lipca 2024   | Atlanta          | Twarda       | Yoshihito Nishioka | 6:4, 6:7(2), 2:6    |

#### Gra podwójna (7–4)
| Końcowy wynik | Nr | Data            | Turniej            | Nawierzchnia  | Partner            | Przeciwnicy                          | Wynik finału           |
| ------------- | -- | --------------- | ------------------ | ------------- | ------------------ | ------------------------------------ | ---------------------- |
| Zwycięzca     | 1. | 8 stycznia 2017 | Brisbane           | Twarda        | Thanasi Kokkinakis | Gilles Müller Sam Querrey            | 7:6(7), 6:4            |
| Finalista     | 1. | 1 sierpnia 2021 | Atlanta            | Twarda        | Steve Johnson      | Reilly Opelka Jannik Sinner          | 4:6, 7:6(3), 3–10      |
| Zwycięzca     | 2. | 9 kwietnia 2023 | Houston            | Ceglana       | Max Purcell        | Julian Cash Henry Patten             | 4:6, 6:4, 10–5         |
| Finalista     | 2. | 30 lipca 2023   | Atlanta            | Twarda        | Max Purcell        | Nathaniel Lammons Jackson Withrow    | 6:7(3), 6:7(4)         |
| Zwycięzca     | 3. | 11 lutego 2024  | Dallas             | Twarda (hala) | Max Purcell        | William Blumberg Rinky Hijikata      | 6:4, 2:6, 10–8         |
| Zwycięzca     | 4. | 24 lutego 2024  | Los Cabos          | Twarda        | Max Purcell        | Gonzalo Escobar Ołeksandr Nedowiesow | 7:5, 7:6(2)            |
| Zwycięzca     | 5. | 7 kwietnia 2024 | Houston            | Ceglana       | Max Purcell        | William Blumberg John Peers          | 7:5, 6:1               |
| Zwycięzca     | 6. | 5 maja 2024     | Madryt             | Ceglana       | Sebastian Korda    | Ariel Behar Adam Pavlásek            | 6:3, 7:6(7)            |
| Finalista     | 3. | 13 lipca 2024   | Wimbledon, Londyn  | Trawiasta     | Max Purcell        | Harri Heliövaara Henry Patten        | 7:6(7), 6:7(8), 6:7(9) |
| Zwycięzca     | 7. | 7 września 2024 | US Open, Nowy Jork | Twarda        | Max Purcell        | Kevin Krawietz Tim Pütz              | 6:4, 7:6(4)            |
| Finalista     | 4. | 16 marca 2025   | Indian Wells       | Twarda        | Sebastian Korda    | Marcelo Arévalo Mate Pavić           | 3:6, 4:6               |